# Křišťanovice
Křišťanovice (niem. Christdorf) – gmina w Czechach, w powiecie Bruntál, w kraju morawsko-śląskim. Według danych z dnia 1 stycznia 2012 liczyła 248 mieszkańców.